# MSC Opera (schip, 2004)
De MSC Opera is een cruiseschip van MSC Crociere. Ze behoort tot de Lirica-klasse. Er zijn 13 dekken.
Voor minder beweging heeft de MSC Opera stabilisatoren.